# Петропавловский сельсовет (Ивановский район)
Петропа́вловский сельсове́т — упразднённое сельское поселение в Ивановском районе Амурской области.
Административный центр — село Петропавловка.

## История
16 февраля 2005 года в соответствии с Законом Амурской области № 440-ОЗ муниципальное образование наделено статусом сельского поселения.

## Население
| 2002 | 2010 | 2011 | 2012 | 2013 | 2014 |
| ---- | ---- | ---- | ---- | ---- | ---- |
| 779  | ↘725 | ↘722 | ↗727 | ↗749 | ↗763 |

## Состав сельского поселения
| № | Населённый пункт | Тип населённого пункта       | Население |
| - | ---------------- | ---------------------------- | --------- |
| 1 | Петропавловка    | село, административный центр | ↘731      |